# Felix-Gottwald-Schisprungstadion
Das Felix-Gottwald-Schisprungstadion befindet sich in der Stadt Saalfelden (Bundesland Salzburg) im Ortsteil Uttenhofen. Dort stehen heute vier Schanzen der Kategorien K 15, K 30, K 60, K 85.

## Geschichte
Am Biberg in Uttenhofen gab es zwei Schanzen aus den 1970er-Jahren. In Saalfelden selbst existierten zwischen 1950 und 1980 die Ritzenseeschanze und die Drei-Tannen-Schanze, beide vom örtlichen Skiverein SK Saalfelden und dem Heeressportverein betrieben. Die Bibergschanze kam dann im Jahr 1986 dazu. Im Jahr 2004 baute man die  K-45-Schanze zu einer K-60-Schanze um und die zwei kleinen Schanzen wurden mit Matten für den Sommerbetrieb belegt. Die neue K 60 wurde schließlich am 10. Oktober 2004 eingeweiht und das Schanzenzentrum zu Ehren des Nordischkombinierers Felix Gottwald, der Mitglied des Saalfeldner Schiklubs war, in Felix-Gottwald-Schisprungstadion umbenannt. Zudem wurden hier die nordischen Juniorenweltmeisterschaften 1988 und 1999 ausgetragen. Von 2005 bis 2007 fanden hier Springen im Rahmen des Continental Cups der Damen statt.

## Internationale Wettbewerbe
Genannt werden alle von der FIS organisierten Sprungwettbewerbe.
| Datum            | Kategorie       | Schanze | 1. Platz                                                                    | 2. Platz                                                                 | 3. Platz                                                            |
| ---------------- | --------------- | ------- | --------------------------------------------------------------------------- | ------------------------------------------------------------------------ | ------------------------------------------------------------------- |
| 4. Februar 1988  | Junioren-WM     | K90     | ÖsterreichAndreas Rauschmeier Günter Schöffmann Markus Steiner Heinz Kuttin | NorwegenTor-Helge Bakken Øyvind Berg Kåre Herrem Kent Johanssen          | TschechoslowakeiJ. Kukacka J. Razl Tomáš Raszka František Jež       |
| 7. Februar 1988  | Junioren-WM     | K90     | Heinz Kuttin                                                                | Staffan Tällberg                                                         | Markus Steiner                                                      |
| 3. Februar 1999  | Junioren-WM     | K85     | Kazuki Nishishita                                                           | Michal Pšenko                                                            | Stefan Kaiser                                                       |
| 4. Februar 1999  | Junioren-WM     | K85     | ÖsterreichThomas Hörl Stefan Kaiser Martin Koch Florian Liegl               | FinnlandMatti Hautamäki Pekka Salminen Jani Mylläri Veli-Matti Lindström | DeutschlandUli Basler Marcel Schaffrath Benjamin Hauber Georg Späth |
| 6. Februar 2000  | Continental Cup | K85     | Georg Späth                                                                 | Martin Koch                                                              | Manuel Fettner                                                      |
| 22. Februar 2003 | FIS-Rennen      | K85     | Anette Sagen                                                                | Eva Ganster                                                              | Lindsey Van                                                         |
| 11. Februar 2004 | FIS-Rennen      | HS95    | Anette Sagen                                                                | Lindsey Van                                                              | Eva Ganster                                                         |
| 19. Februar 2005 | Continental Cup | HS95    | Anette Sagen                                                                | Daniela Iraschko                                                         | Line Jahr                                                           |
| 15. Februar 2006 | Continental Cup | HS95    | Anette Sagen                                                                | Lindsey Van                                                              | Ulrike Gräßler                                                      |
| 8. Februar 2007  | Continental Cup | HS82    | Ulrike Gräßler                                                              | Anette Sagen                                                             | Lindsey Van                                                         |